# Catherine Keipes
Catherine Marquerite Keipes (* 12. Juli 1985 in Luxemburg) ist eine luxemburgische Fußballspielerin, die von 2006 bis 2018 13 A-Länderspiele bestritt.

## Karriere

### Vereine
Keipes spielte im Seniorinnenbereich zunächst für den RFC Union Luxemburg. Im weiteren Verlauf war sie in Wintger im Kanton Clerf für die Association Sportive Wincrange aktiv, bevor sie für den FC Blo-Wäiss Itzig und die Spielgemeinschaft Itzig/Canach/Cebra. Danach war sie zwei Jahre lang Spielerin von Sporting Bettemburg, für die sie zehn Punktspiele in der Dames Ligue 1, der höchsten Spielklasse im luxemburgischen Frauenfußball, bestritt, und vier Jahre lang Spielerin des Ligakonkurrenten SC Ell, für den sie in 48 Punktspielen eingesetzt wurde. In der Saison 2023/24 gehört sie zur Entente Wintger/Wiltz, die in der Dames Ligue 2, der zweithöchsten Spielklasse im luxemburgischen Frauenfußball antrat. Anschließend wurde der AS Wintger wieder eine eigenständige Mannschaft.

### Nationalmannschaft
Keipes bestritt 13 Länderspiele für die A-Nationalmannschaft. Ihre ersten drei bestritt sie in der Gruppe 3 der 1. Qualifikationsrunde für die Europameisterschaft 2009 in Finnland. Im Zeitraum vom 29. Oktober 2007 bis zum 15. Mai 2008 kam sie bei ihren zwei Teilnahmen an einem UEFA Mini-Turnier in insgesamt fünf Spielen zum Einsatz. Im Zeitraum vom 24. November 2011 bis zum 3. März 2018 bestritt sie fünf Freundschaftsländerspiele.

## Erfolge
- Luxemburgischer Meister 2017